# 瑞莫维尔
瑞莫维尔（法語：Jumeauville，法語發音：[ʒymovil]）是法国伊夫林省的一个市镇，属于芒特拉若利区。

## 地理
瑞莫维尔（48°54'39"N, 1°47'17"E）面积7.77 平方千米，位于法国法蘭西島大區伊夫林省，该省份为法国北部内陆省份，北起瓦兹河谷省，西接厄尔省，西南接厄尔-卢瓦省，东南接埃松省，东临上塞纳省。
与瑞莫维尔接壤的市镇（或旧市镇、城区）包括：埃波讷、莫勒、昂德吕、古皮耶尔、古松维尔。

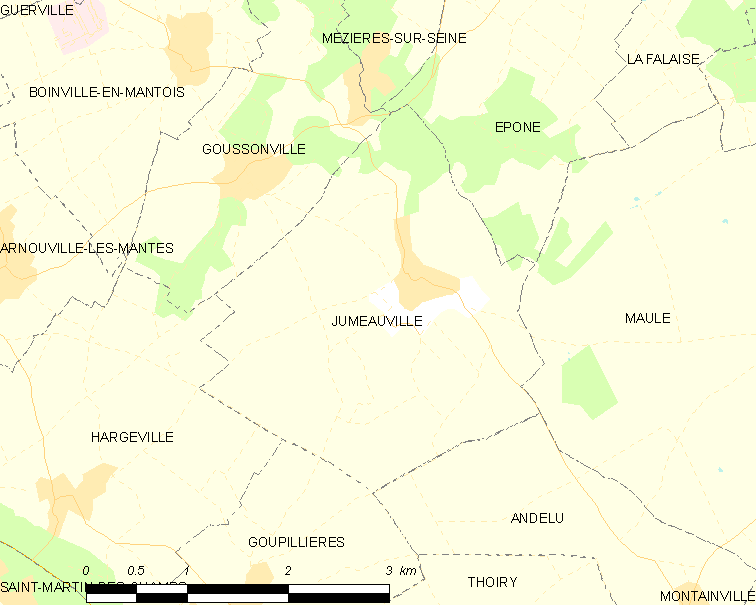
瑞莫维尔的OSM定位图

瑞莫维尔的时区为UTC+01:00、UTC+02:00（夏令时）。

## 行政
瑞莫维尔的邮政编码为78580，INSEE市镇编码为78325。

## 政治
瑞莫维尔所属的省级选区为塞纳河畔博尼耶尔县。

## 人口

1962-2008年间瑞莫维尔人口变化图示

瑞莫维尔于2022年1月1日时的人口数量为624人。